# Giuliano Pajetta
Giuliano Pajetta (Torino, 1º ottobre 1915 – Livorno, 15 agosto 1988) è stato un politico, antifascista e partigiano italiano.

## Biografia
Così come il fratello Gian Carlo, entrò in contatto giovanissimo con gli ambienti antifascisti e nel 1931, per evitare l'arresto, fu costretto ad espatriare. Riparò in Francia, poi a Mosca, successivamente in Ucraina ed infine in Crimea.
Tornò in Francia nel 1934 e gli venne affidata la direzione dei gruppi giovanili comunisti fra gli emigrati italiani; partecipò alla guerra civile spagnola e Luigi Longo lo nominò nel 1936 suo aiutante.
Iscrittosi al Partito Comunista Italiano, prese parte alla Resistenza partigiana col nome di Giorgio Camen e venne arrestato dalle SS, che lo rinchiusero nel campo di concentramento di Mauthausen (al termine della seconda guerra mondiale scriverà un libro autobiografico su questa esperienza); fu liberato alla liberazione del lager.
Nel dopoguerra fu un importante dirigente del PCI: venne eletto deputato all'Assemblea Costituente e poi, dal 1948 al 1972, fu membro di uno dei due rami del Parlamento. Responsabile della sezione esteri del comitato centrale del suo partito dal 1958 al 1966, poi dell'Ufficio fabbriche, Giuliano Pajetta diresse dal 1972 al 1981 l'ufficio emigrazione del partito e scrisse diversi libri di memorie.

## Scritti
- Mauthausen, Milano, O. Picardi, 1946
- Douce France. Diario 1941-42, Editori riuniti, 1956
- Ricordi di Spagna. Diario 1937-39 (1977), Roma : Editori riuniti, 1977
- Russia 1932-1934 (1985), Roma : Editori riuniti, 1985